# Fächerblättriger Frauenschuh
Der Fächerblättrige Frauenschuh (Cypripedium japonicum) ist eine Pflanzenart aus der Gattung Cypripedium in der Familie der Orchideen (Orchidaceae).

## Merkmale
Der Fächerblättrige Frauenschuh ist eine ausdauernde Pflanze mit einem Rhizom, die Wuchshöhen von 25 bis 45 Zentimeter erreicht. Der aufrechte Stängel ist braun behaart. Die Blätter sind fächerförmig, fast gegenständig, sitzen oberhalb der Stängelmitte an und messen 8 bis 16 × 7 bis 23 Zentimeter. Die strahligen Nerven enden an den Blattenden. Auch Blütenstängel und Blütenstiel sind filzig behaart. Es wird eine einzelne Blüte gebildet. Die äußeren und inneren Perigonblätter sind hellgelb oder grünlichgelb. Die Lippe ist in der Seitenansicht L-förmig, ihre Farbe ist gelblich rosa bis weiß mit dunkleren, rötlichen Flecken. Die Kapselfrucht ist etwa spindelförmig.
Blütezeit ist von Mai bis Juni.
Die Chromosomenzahl beträgt 2n = 20.

## Vorkommen
Der Fächerblättrige Frauenschuh kommt in Japan, Korea und Ost- bis Mittel-China in Bambus-Hainen und Bergwäldern, oft in der Nähe von Gewässern, in Höhenlagen von 1000 bis 2000 Meter vor.
In Japan kommt die Orchidee wild in allen Bergwäldern vor. In Europa wurde sie durch den schwedischen Naturforscher Carl Peter Thunberg (1743–1828) eingeführt.

## Taxonomie
Der Fächerblättrige Frauenschuh wurde 1784 von Carl Peter Thunberg in Flora Japonica sistens plantas insularum japonicarum... Seite 30 als Cypripedium japonicum erstveröffentlicht.

## Nutzung
Der Fächerblättrige Frauenschuh wird selten als Zierpflanze für Gehölzränder genutzt. Er ist seit spätestens 1874 in Kultur.